# Aname
Aname is een geslacht van spinnen uit de familie van de Anamidae. Het geslacht is endemisch in Australië. Slechts 1 soort (Aname tasmanica) wordt aangetroffen in Tasmanië.
De spin bouwt een vrij ongewoon hol in de vorm van een Y, waarbij de ene gang korter is dan de andere. De langste gang is de ingang, de kortere is voor voedselopslag.
Beten van deze spin zijn niet extreem gevaarlijk, maar men moet toch steeds voorzichtig zijn met allergische reacties. In de normale gevallen veroorzaakt een beet roodheid, jeuk en lokale pijn.

## Soorten
- Aname aragog Harvey, Framenau, Wojcieszek, Rix & Harvey, 2012
- Aname atra (Strand, 1913)
- Aname aurea Rainbow & Pulleine, 1918
- Aname baileyorum Castalanelli, Framenau, Huey, Hillyer & Harvey, 2020
- Aname barrema Raven, 1985
- Aname blackdownensis Raven, 1985
- Aname camara Raven, 1985
- Aname carina Raven, 1985
- Aname coenosa Rainbow & Pulleine, 1918
- Aname collinsorum Raven, 1985
- Aname comosa Rainbow & Pulleine, 1918
- Aname distincta (Rainbow, 1914)
- Aname diversicolor (Hogg, 1902)
- Aname elegans Harvey, Wilson & Rix, 2022
- Aname ellenae Harvey, Framenau, Wojcieszek, Rix & Harvey, 2012
- Aname exulans Harvey & Huey, 2020
- Aname frostorum Castalanelli, Framenau, Huey, Hillyer & Harvey, 2020
- Aname fuscocincta Rainbow & Pulleine, 1918
- Aname grandis Rainbow & Pulleine, 1918
- Aname grothi Castalanelli, Framenau, Huey, Hillyer & Harvey, 2020
- Aname hirsuta Rainbow & Pulleine, 1918
- Aname humptydoo Raven, 1985
- Aname inimica Raven, 1985
- Aname kirrama Raven, 1984
- Aname lillianae Harvey & Huey, 2020
- Aname longitheca Raven, 1985
- Aname lorica Castalanelli, Framenau, Huey, Hillyer & Harvey, 2020
- Aname maculata (Rainbow & Pulleine, 1918)
- Aname mainae Raven, 2000
- Aname marae Harvey, Framenau, Wojcieszek, Rix & Harvey, 2012
- Aname mcalpinei Castalanelli, Framenau, Huey, Hillyer & Harvey, 2020
- Aname mccleeryorum Harvey & Huey, 2020
- Aname mellosa Harvey, Framenau, Wojcieszek, Rix & Harvey, 2012
- Aname munyardae Castalanelli, Framenau, Huey, Hillyer & Harvey, 2020
- Aname ningaloo Wilson, Rix & Harvey, 2023
- Aname nitidimarina Castalanelli, Framenau, Huey, Hillyer & Harvey, 2020
- Aname pallida L. Koch, 1873
- Aname phillipae Harvey & Huey, 2020
- Aname platypus (L. Koch, 1875)
- Aname pulchella Harvey, Wilson & Rix, 2022
- Aname robertsorum Raven, 1985
- Aname salina Wilson, Rix & Harvey, 2023
- Aname simoneae Harvey & Huey, 2020
- Aname sinuata Castalanelli, Framenau, Huey, Hillyer & Harvey, 2020
- Aname tasmanica Hogg, 1902
- Aname tatarnici Wilson, Rix & Harvey, 2023
- Aname tenuipes Wilson, Rix & Harvey, 2023
- Aname tigrina Raven, 1985
- Aname vernonorum Castalanelli, Framenau, Huey, Hillyer & Harvey, 2020
- Aname warialda Raven, 1985
- Aname watsoni Castalanelli, Framenau, Huey, Hillyer & Harvey, 2020
- Aname whitei Castalanelli, Framenau, Huey, Hillyer & Harvey, 2020
- Aname wongalara Wilson, Rix & Harvey, 2023